# Walter Lundbergs Memorial

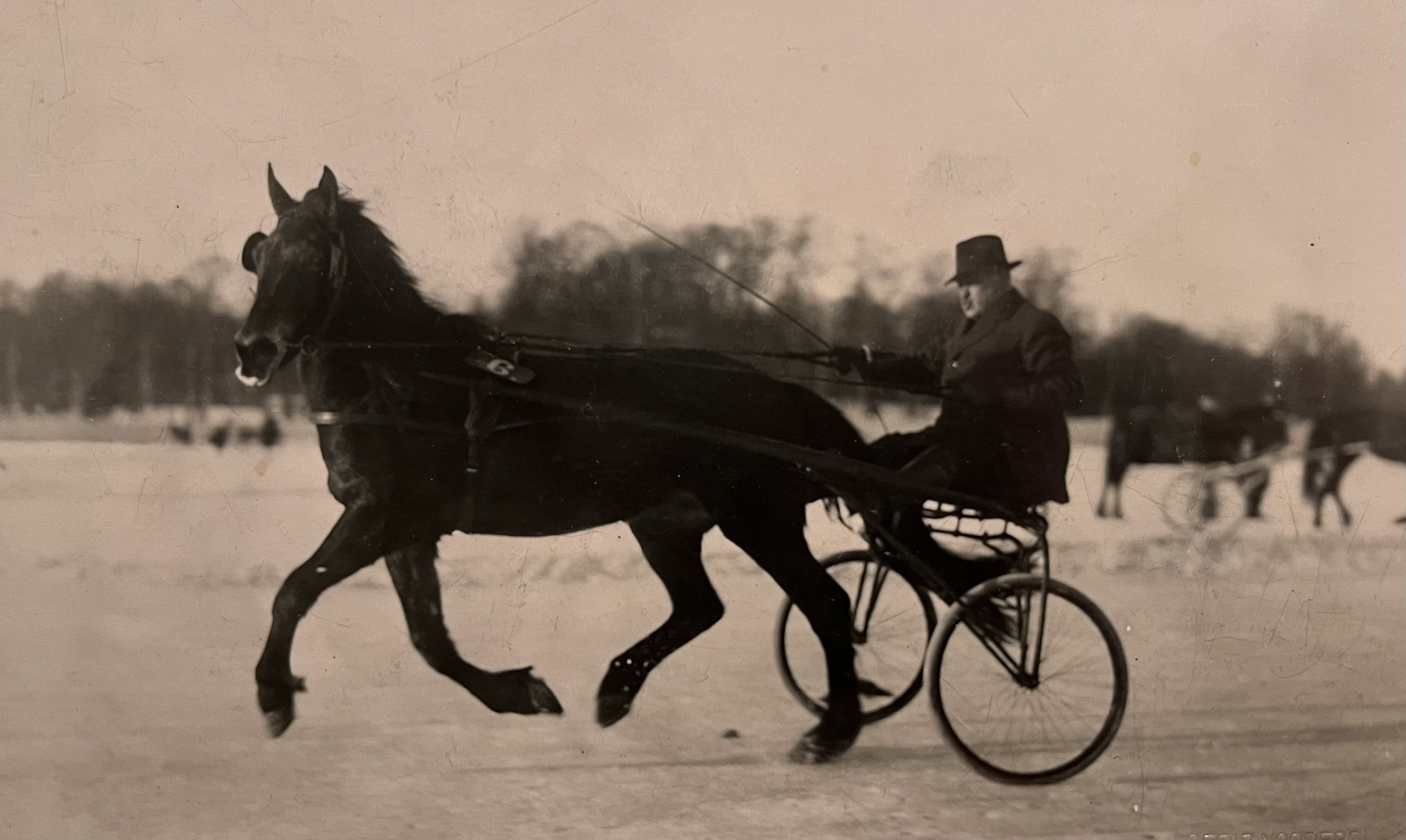
Walter Lundberg som kusk.

Walter Lundbergs Memorial är ett travlopp för varmblodstravare som körs på Solvalla i Stockholm. Sedan 2011 års upplaga körs loppet under Kriteriehelgen i slutet av september. Loppet körs över 3140 meter med tillägg. Förstapris är 250 000 kronor.
Det är ett anrikt lopp med flera välkända hästar som tidigare vinnare, bland annat Big Noon (1942), Frances Bulwark (1951, 1952), Gay Noon (1954, 1955, 1956), Xanthe (1966, 1967), Baron Gruff (1970), Dartster F. (1981), Queen L. (1991, 1993), Alfas da Vinci (2014) och Sauveur (2015).
Tävlingen är uppkallad efter Walter Lundberg (1877–1930). Lundberg hade ett stort intresse för travsporten och "Stall Lundberg" hade som mest över 90 travhästar.

## Vinnare
| År   | Häst           | Kusk               | Tränare            | Odds  | Tid    | Tvåa             | Trea              |
| ---- | -------------- | ------------------ | ------------------ | ----- | ------ | ---------------- | ----------------- |
| 2022 | High On Pepper | Jorma Kontio       | Katja Melkko       | 5,66  | 1,13,6 | Laredo Boko      | Amalencius B.B.   |
| 2021 | Maestro Crowe  | Johan Untersteiner | Johan Untersteiner | 4,03  | 1.14,1 | J.J.Another Vinn | Algot Zonett      |
| 2020 | Vagabond Bi    | Ulf Ohlsson        | David Persson      | 10,89 | 1.13,7 | Kasper Trot      | Danilo Brick      |
| 2019 | Viking Brodde  | Örjan Kihlström    | Timo Nurmos        | 3,87  | 1.14,0 | Perfect Dynamite | Iller Tooma       |
| 2018 | Vischio Holz   | Carl Johan Jepson  | Magnus Dahlén      | 7,65  | 1.14,1 | Athos Race       | Corroded          |
| 2017 | Tellmeastory   | Björn Goop         | Björn Goop         | 2,40  | 1.13,4 | Rigel Face       | Västerbo Carrera  |
| 2016 | Bravo Navarone | Erik Adielsson     | Marcus Lindgren    | 2,79  | 1.13,5 | Reckless         | Rapide du Pommeau |
| 2015 | Sauveur        | Åke Lindblom       | Åke Lindblom       | 1,63  | 1.12,6 | Candor Hall      | Alkalizer Am      |
| 2014 | Alfas da Vinci | Joakim Lövgren     | Joakim Lövgren     | 2,71  | 1.13,2 | Mr Looba Looba   | I Am Dynamite     |
| 2013 | Paying Guest   | Robert Bergh       | Robert Bergh       | 4,28  | 1.15,4 | You Two          | Hunch Alo         |
| 2012 | Beckman        | Åke Svanstedt      | Åke Svanstedt      | 2,41  | 1.15,6 | Haraldinho       | Alki Flevo        |
| 2011 | Saston         | Örjan Kihlström    | Stefan Melander    | 1,95  | 1.14,9 | Orlando Croft    | Minos Vang        |